# Emmurement

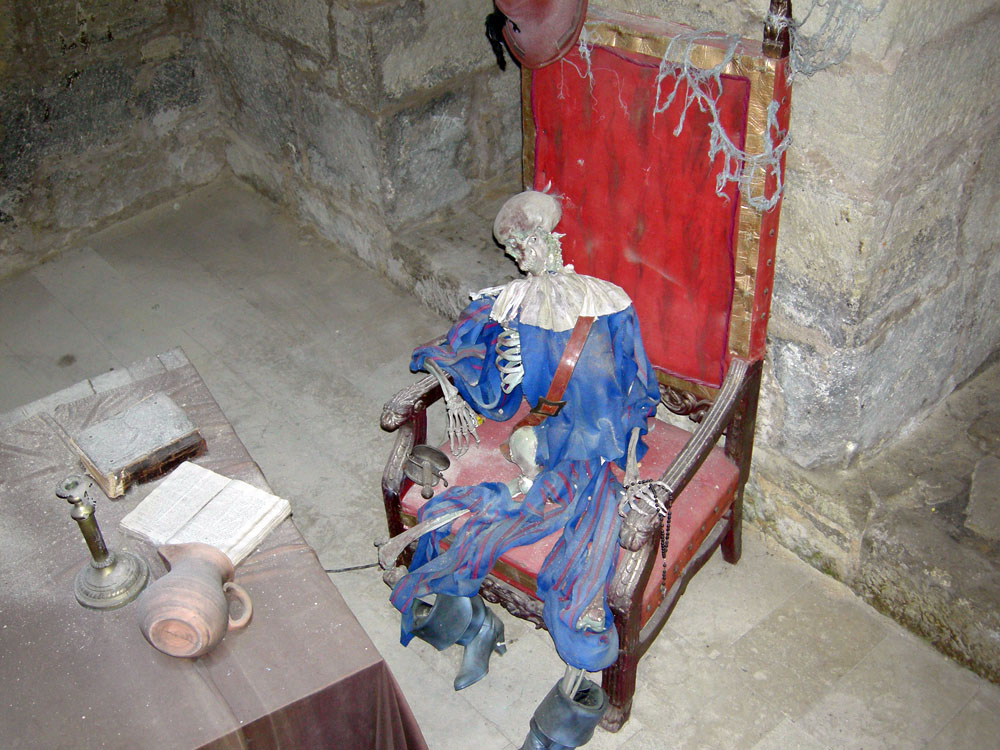
Reconstitution : un chevalier du XVIe siècle, que l'on croyait emmuré dans un mur du château de Kuressaare, en Estonie.

L'emmurement signifie littéralement être mis dans des murs. Emmurement était le mot utilisé au Moyen-Âge pour désigner l'emprisonnement. Il désigne aussi le fait d'être enseveli vivant dans un mur. Dans ce dernier cas, les cas d'emmurement sont bien souvent légendaires.

## Châtiment

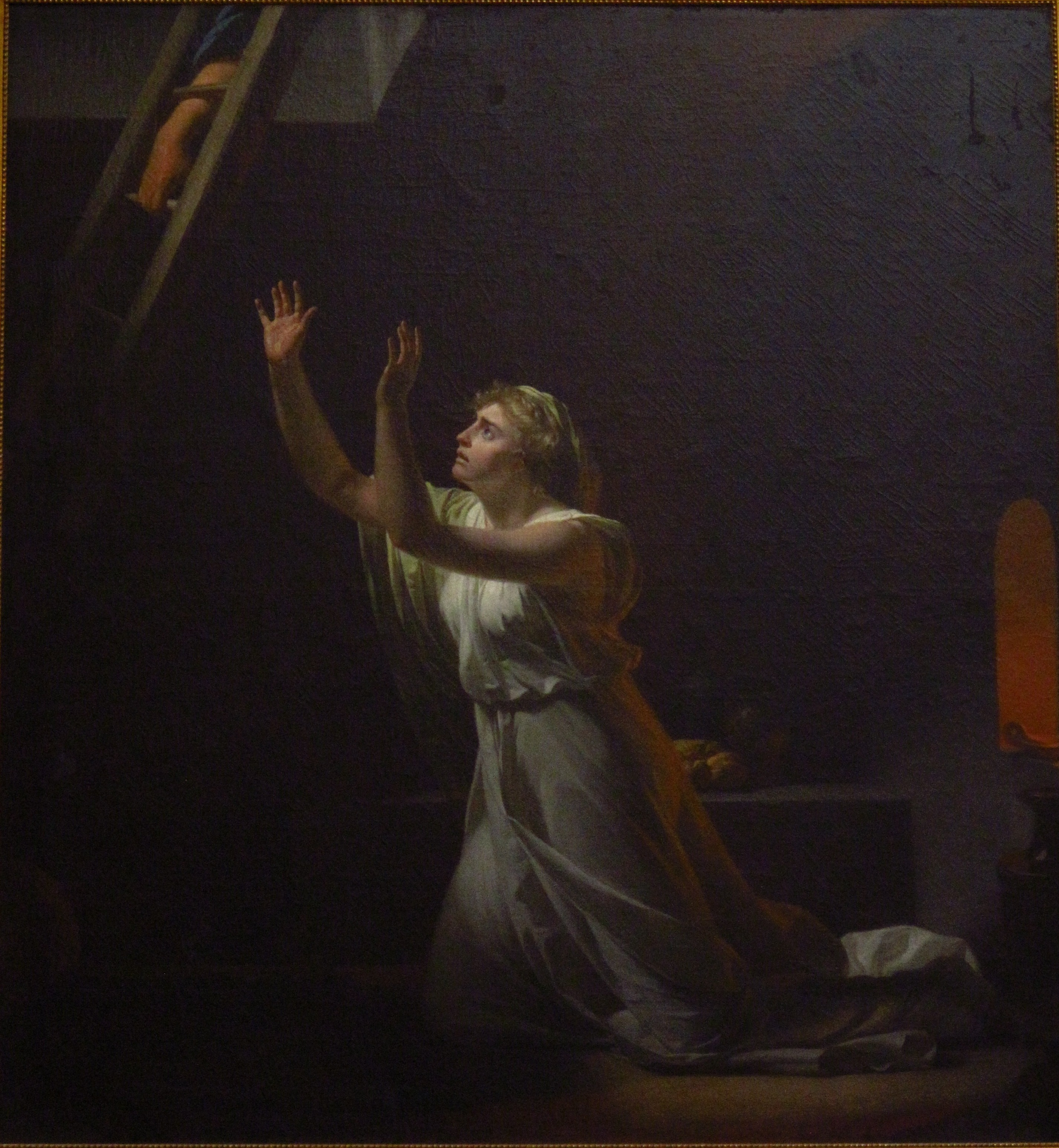
Supplice d'une vestale
Henri-Pierre Danloux, 1790.

On trouve les premières traces de la pratique dans la Grèce antique. Elle est clairement mentionnée dans le mythe d'Antigone et le récit de la mort de Pausanias. Dans la Rome antique, il s'agissait d'une méthode d'exécution très rare appliquée aux vestales qui rompaient leur vœu de chasteté, telle Rhéa Silvia, ou laissaient s'éteindre le feu dont elles avaient la garde. Elles étaient descendues dans une petite cellule avec une lampe à huile et un peu de nourriture pour que leur agonie soit prolongée,. Un cas célèbre, relaté par Pline le jeune, concerne le supplice de la vestale Cornelia, condamnée injustement par l'empereur Domitien. On utilisait parfois l'expression enterrée vive, alors même qu'il ne s'agissait pas d'une mise en terre directe.
Au Moyen Âge, la condamnation à l'emmurement, soit à être « pris dans des murs », était en général synonyme d'emprisonnement pour une durée indéterminée. Il existait le « mur étroit », soit la prison proprement dite, et le « mur large », avec un statut comparable à notre actuelle mise en résidence surveillée. En cas de deuil familial, de maladie ou pendant les périodes de fêtes religieuses, les prisonniers pouvaient obtenir des permissions qu’ils passaient chez eux. « Le pouvoir d’atténuer les sentences était fréquemment exercé », souligne Henry Charles Lea, la peine d'emprisonnement étant alors commuée en obligation d'effectuer un pèlerinage, le plus souvent en Terre Sainte, ou en condamnation à une amende. Il existait toutefois une aggravation du mur étroit, le carcer strictissimus, où le condamné était enchainé dans un cachot, et privé de tout contact jusqu'à sa mort.

## Rite de protection
Une coutume barbare qui semble ne pas avoir été uniquement légendaire, au moins dans l'Antiquité, consistait à sacrifier un être vivant qu'on enterrait dans les soubassements d'une maison pour garantir sa solidité et assurer sa protection : 
Selon Henry O'Shea « De là cette coutume chez tant de peuples d'origine touranienne, d'emmurer des victimes, humaines ou pas, dans les fondations de la maison en l'honneur du fondateur qui, le premier, avait allumé la flamme du foyer. En Écosse et dans le Pays de Galles, on enterrait sous la première pierre des fondations soit un corps humain soit celui d'un animal. Le fait est presque universel, depuis les Hébrides jusqu'à l'île de Bornéo. ».
Ce rituel sinistre a été repris dans de nombreuses légendes dont beaucoup concernent des enfants ensevelis sous des ponts. 
Si les sacrifices humains réels ont  disparu au fil du temps, l'emmurement d'animaux, fréquemment des chats ou des coqs, a perduré au moins jusqu'à la Renaissance, et était destiné à payer tribut  le Malin (le Diable),. Ainsi, lors de travaux d’archéologie ou de restauration, on a trouvé des chats que la pierre et le temps avaient conservés momifiés, desséchés, par exemple dans une partie édifiée au XVIe siècle du  château de Saint-Germain-en-Laye,, ou une tour de  la même époque au château de Combourg.

## Réclusion religieuse volontaire

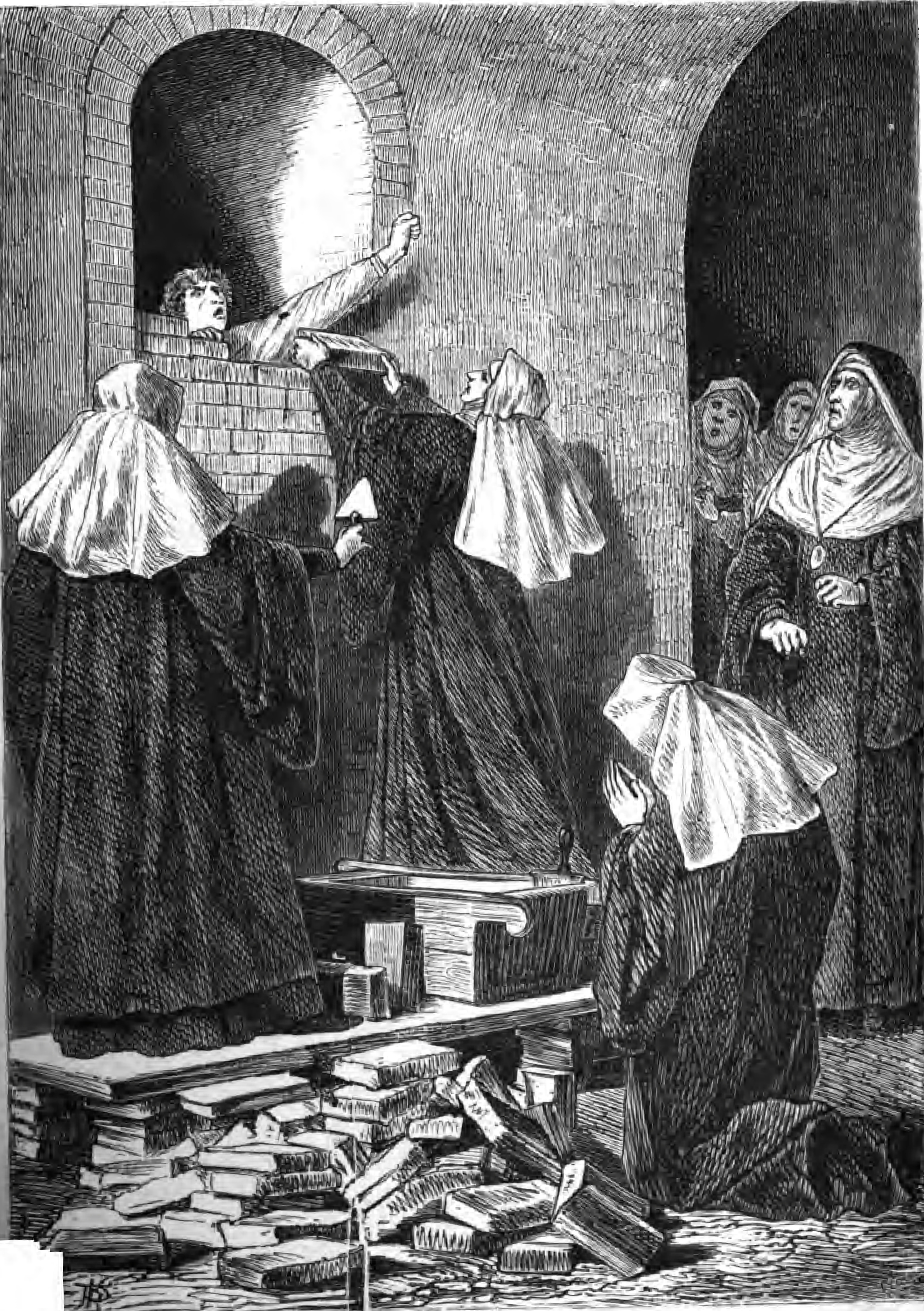
Emmurement d'une moniale recluse.

Certains moines ou moniales, appelés reclus, décidaient librement d'adopter une forme extrême de pénitence en se faisant volontairement enfermer, pour un temps ou jusqu'à leur mort, dans un espace restreint appelé cellule ou reclusoir. Le reclusoir des Innocents était le plus célèbre de tous ceux de Paris.

En général la porte en était simplement scellée mais, dans les cas extrêmes, on bâtissait un mur devant l'entrée en ne laissant subsister qu'une étroite fente pour faire passer quelques nourritures.

## Dans l'art et la littérature

### Peinture
- Le supplice d'une vestale par Henri-Pierre Danloux (1790)
- Le supplice d'une vestale par Jacques Gamelin (vers 1795)
- Le supplice d'une vestale par Jean-Baptiste Peytavin (1801)
- Vestale sepolta viva par Frederico Maldarelli (1879)

### Littérature
- Marguerite Yourcenar, dans l'une de ses Nouvelles orientales (1938), reprend le sujet d'une légende serbe et intitule son récit « Le Lait de la mort ». Trois frères construisent une tour qui s'effondre régulièrement. On leur dit d'enfermer une personne vivante dans les fondations et que la tour tiendra. Ils décident de sacrifier l'une de leurs épouses, que le hasard désignera. La plus jeune, avant d'être emmurée, prie que l'on laisse une ouverture à la hauteur de ses seins, pour qu'elle puisse nourrir son enfant.
- Edgar Poe, dans la nouvelle La Barrique d'amontillado, évoque un traquenard destiné à emmurer vif un ennemi.
- René Meurant « Le Folklore poétique universel - L'emmurement de la femme du maçon », Le Journal des Poètes, Bruxelles, vol. XXVIII, no 2,‎ 1958.
- Ismail Kadaré dans Le Pont aux trois Arches (1978) mentionne la pratique d'un tel sacrifice dans les Balkans ottomans afin de s'assurer de la bonne construction de ponts.
- Carole Martinez dans Du domaine des murmures, publié le 18 août 2011 aux éditions Gallimard et ayant obtenu le prix Goncourt des lycéens en 2011, qui raconte l'histoire d'Esclarmonde, personnage fictif qui choisit l'emmurement plutôt que le mariage.
- Ingeborg Bachmann dans son roman Malina où le personnage principal, la poètesse, s'emmure dans un instant de folie.
- Dans le tome 5 « Julienne » de la bande dessinée Les Maîtres de l'orge de Jean Van Hamme et Francis Vallès, Adrien Steenfort emmure vivant Garcin, meurtrier de son fils.

### Cinéma
- Dans le film La Religieuse de Monza (1969) d'Eriprando Visconti, l'abbesse est condamnée à être emmurée vivante à l'issue de son procès.
- Dans le premier épisode du téléfilm L'Enfant des loups (1991) de Philippe Monnier, la jeune Disciola du monastère de Sainte-Croix se sacrifie pour sauver Poitiers de la peste.